# Maple Valley (Waszyngton)
Maple Valley – miasto w Stanach Zjednoczonych, w stanie Waszyngton, w hrabstwie King.